# Hymne monégasque
Hymne Monégasque é o hino nacional do Mónaco.
Theophile Bellando de Castro escreveu a letra  e compôs a música do Hymne Monégasque em 1841, e mais tarde  Castil-Blaze modificou a melodia e fez várias mudanças.  Em  1848 a Guarda Nacional do Mónaco criada pelo príncipe Carlos III, adoptou a canção e tornou-se a  Marcha dos Legalistas Nacionais. Em 1896 Charles Albrecht fez um novo arranjo para piano piano, publicado por  Tihebaux em Paris e chamou-lhe  Air National de Monaco; em 1897 a casa Decourcelle de Nice imprimiu uma edição chamada  429 Hymne National de Monaco para piano. 

## Letra
Letra do hino monegasco, em Monegasco, em Francês e a tradução em Português.
- Versão completa

### Monegasco
Inu Munegascu
Oilà cü ne toca ! 
Oilà cü ne garda !
Fò che cadün sace ben aiço d'aiçì
Despoei tugiù sciü d'u nostru paise 
Se ride au ventu u meme pavayun 
Despoei tugiù a curù russa e gianca 
E stà r'emblema d'a nostra libertà! 
Grandi e piciui r'an tugiù respetà!
Amu avüu sempre r'a meme tradiçiun;
Amu avüu sempre r'a meme religiun; Amu avüu per u nostru unù I meme Principi tugiù
E düsciün nun purà ne fa sciangià 
Tantu ch'au cielu u suriyu lüjerà; 
Diu n'agiüterà e mai düsciün nun purà ne fa scangià Düsciün
Nun sëmu pa gaïre, Ma defendemu tüti a nostra tradiçiun; 
Nun sëmu pa forti, 
Ma se Diu vœ n'agiüterà !
Oilà cü ne toca ! 
Oilà cü ne garda ! 
Fo che cadün sace ben ailo d'ailì

### Francês
Hymne Monégasque
Ohé, vous qui nous voisinez!
Ohé, vous qui nous regardez!
Il importe que chacun retienne bien ceci:
Depuis toujours, le même pavillon
Flotte joyeusement au vent de notre pays
Depuis toujours les couleurs rouge et blanche
Constituent le symbole de notre liberté
Grands et petits l'ont toujours respecté!
Nous avons perpétué les mêmes traditions;
Nous célébrons la même religion;
Nous avons l'honneur
D'avoir toujours eu les mêmes Princes
Et personne ne pourra nous faire changer
Tant que le soleil brillera dans le ciel
Dieu nous aidera
Et jamais personne ne pourra nous faire changer
Personne.
Nous ne sommes pas bien nombreux,
Mais nous veillons tous à la défense de notre identité;
Nous ne sommes pas très puissants,
Mais, s'il le veut, Dieu nous aidera!
Ohé, vous qui nous voisinez!
Ohé, vous qui nous regardez!
Il importe que chacun prenne bien conscience de cela.

### Tradução para Português
Hino Monegasco
Ei, vós que nos circundais!
Ei, vós que nos observais!
É importante que todos lembrem-se disto:
Desde sempre, a mesma bandeira tremula faustosamente ao vento do nosso País, desde sempre, as cores vermelho e branca constituem o símbolo da nossa liberdade; grandes e pequenos têm-nas sempre respeitado!
Mantivemos as mesmas tradições,
oficiamos a mesma religião;
temos a honra de sempre ter tido os mesmos Príncipes,
e ninguém poderá nos fazer mudar,
enquanto o sol brilhar no céu,
Deus nos ajudará;
e nunca ninguém poderá nos fazer mudar, ninguém
Não somos muitos,
mas zelamos pela defesa da nossa identidade;
não somos mui poderosos, 
mas, se o quiser, Deus nos ajudará.
Ei, vós que nos circundais!
Ei, vós que nos observais! 
Que todos estejam bem cientes disso.
- Versão reduzida

### Monegasco
Inu Munegascu
Despoei tugiù sciü d'u nostru paise 
Se ride au ventu u meme pavayun 
Despoei tugiù a curù russa e gianca 
E stà r'emblema d'a nostra libertà! 
Grandi e piciui r'an tugiù respetà!
Despoei tugiù sciü d'u nostru paise 
Se ride au ventu u meme pavayun 
Despoei tugiù a curù russa e gianca 
E stà r'emblema d'a nostra libertà! 
Grandi e piciui r'an tugiù respetà!

### Francês
Hymne Monégasque
Depuis toujours, le même pavillon
Flotte joyeusement au vent de notre pays
Depuis toujours les couleurs rouge et blanche
Constituent le symbole de notre liberté
Grands et petits l'ont toujours respecté!
Depuis toujours, le même pavillon
Flotte joyeusement au vent de notre pays
Depuis toujours les couleurs rouge et blanche
Constituent le symbole de notre liberté
Grands et petits l'ont toujours respecté!

### Português
Hino Monegasco 
Desde sempre, a mesma bandeira tremula faustosamente ao vento do nosso País, desde sempre, as cores vermelho e branco constituem o símbolo da nossa liberdade; Grandes e pequenos têm-nas sempre respeitado!
Desde sempre, a mesma bandeira tremula faustosamente ao vento do nosso País, desde sempre, as cores vermelho e branco constituem o símbolo da nossa liberdade; Grandes e pequenos têm-nas sempre respeitado!